# Distretto di Baota
Il distretto di Baota (宝塔区S, Bǎotǎ QūP) è un distretto della Cina, situato nella provincia dello Shaanxi e amministrato dalla prefettura di Yan'an.